# المشرافة (السدة)

تعديل مصدري - تعديل

المشرافة محلة تابعة لقرية حفزان، التابعة لعزلة وادي الحبالي بمديرية السدة إحدى مديريات محافظة إب في الجمهورية اليمنية.، بلغ تعداد سكانها 187 حسب تعداد اليمن لعام 2004.